# Санкции в связи со вторжением России на Украину (1 и 2 пакеты)
Первый и второй пакеты санкций в связи со вторжением России на Украину были приняты в феврале 2022 года.

## Первый пакет
Первый пакет санкций был принят за признание ДНР и ЛНР.
США 21 февраля ввели запрет для своих граждан на финансирование и инвестиции в ДНР и ЛНР, а также на торговлю с ними. 22 и 23 февраля были введены санкции против банков, финансирующих оборонную промышленность (ВЭБ, Промсвязьбанка и их 42 дочерних структур, включая ФК ЦСКА), против детей высших российских чиновников (Дениса Бортникова, Петра Фрадкова, Владимира Кириенко), а также был введён запрет на сделки с облигациями российского федерального займа на вторичном рынке. 23 февраля США ввели санкции против швейцарской компании Nord Stream 2 AG, оператора газопровода «Северный поток — 2» и её исполнительного директора Маттиаса Варнига.
Германия приостановила сертификацию магистрального газопровода «Северный поток — 2», отозвав существующий отчёт Министерства экономики по анализу надёжности снабжения и затребовав новую оценку с учётом «изменений в последние несколько дней».
Великобритания ввела санкции против пяти российских банков — («Промсвязьбанк», «Россия», Индустриальный сберегательный банк, «Черноморский банк развития», «Генбанк») и трёх российских предпринимателей (Геннадия Тимченко, Бориса Ротенберга, Игоря Ротенберга). К этим, как и дальнейшим британским санкциям, присоединились британские заморские территории Ангилья, Британская антарктическая территория, Британская Территория в Индийском Океане, Виргинские Острова, Острова Кайман, Фолклендские острова, Острова Питкэрн, Острова Святой Елены, Вознесения и Тристан-да-Кунья, Южная Георгия и Южные Сандвичевы Острова, Акротири и Декелия, Теркс и Кайкос. Также к ним присоединились коронные земли Гернси и Джерси. Церковь Англии заявила о продаже российских активов на сумму в 20 миллионов фунтов стерлингов и запретила любые дальнейшие инвестиции в Россию.
Австралия ввела санкции против российских банков, физических и юридических лиц из ДНР и ЛНР.
Канада ввела санкции против российского суверенного долга, сделок с ДНР и ЛНР, а также двух российских банков и депутатов Государственной думы, голосовавших за признание ДНР и ЛНР.
Япония ограничила размещение российских облигаций на своём рынке, а также запретила торговлю с и въезд официальных лиц из ДНР и ЛНР.
ЕС ввёл санкции против 351 депутата Госдумы, проголосовавшего 15 февраля 2022 года в поддержку обращения к президенту Путину с просьбой признать ДНР и ЛНР (глава европейской дипломатии Жозеп Боррель объявил о намерениях «лишить» депутатов Госдумы «шопинга в Милане, вечеринок в Сен-Тропе, бриллиантов в Антверпене»), против 27 физических и юридических лиц, которые «сыграли роль в подрыве или угрозе территориальной целостности, суверенитета и независимости Украины» (в том числе против Сергея Шойгу, Андрея Костина, Игоря Шувалова, Марии Захаровой, Маргариты Симоньян, Владимира Соловьёва, Агентства интернет-исследований, банка «Россия», Промсвязьбанка и ВЭБ), а также запретил финансирование российского правительства и ЦБ. На ДНР и ЛНР были наложены торговые и инвестиционные санкции. К этим, как и дальнейшим европейским санкциям, присоединились нидерландские особые общины Бонайре, Синт-Эстатиус и Саба, самоуправляемые государственные образования	в составе Королевства Нидерландов Кюрасао и Синт-Мартен, французские заморские сообщества Сен-Бартелеми, Сен-Пьер и Микелон, Уоллис и Футуна, Французская Полинезия и особое административно-территориальное образование Новая Каледония.

## Второй пакет
Второй пакет санкций был принят за вторжение России на Украину.
Великобритания ввела санкции против России из-за вторжения на Украину. Под санкции попадают более 100 физических лиц и компании, например, Кирилл Шамалов (предполагается, что он бывший зять Путина), ВТБ, «Ростех» и «Аэрофлот». Аэрофлоту запретили летать в Великобританию. Ограничены суммы вкладов и депозитов для граждан РФ в банках Великобритании до 50 000 £ (66 800 $). Введён запрет на привлечение крупными российскими компаниями финансирования на британском рынке, а также на импорт в Россию технологий и оборудования для переработки нефти. Такие же меры будут применяться и к Беларуси. Персональные санкции, подразумевающие заморозку активов, против президента Путина и министра иностранных дел Лаврова.
Президент США Джо Байден анонсировал «сокрушительные» санкции против России, предусматривающие:
- ограничение возможности российских компаний вести расчёты в долларах, евро, фунтах и иенах[21]
- ограничительные меры — внесение в SDN — блокировку активов банка в американской юрисдикции, запрет на долларовые транзакции, запрет на проведение любых транзакций с американскими контрагентами для банков: ВТБ, Открытие, Новикомбанка, Совкомбанка[22]
- ограничительные меры — внесение в CAPTA — ограничения на корреспондентские счёта в США для: Сбербанка[22]
- секторальные санкции, говорящие об «ограничениях на все операции, предоставление финансирования и другие операции с новыми долговыми обязательствами со сроком погашения более 14 дней и новыми акциями» попадают другие крупные российские компании, такие как: Газпромбанк, Россельхозбанк, Альфа-Банк, Московский Кредитный Банк, «Газпром», «Газпром нефть», «Транснефть», «Ростелеком», «РусГидро», «АЛРОСА», «Совкомфлот», РЖД[22]
- ограничения на импорт высокотехнологичной продукции[21]
- ограничения на заимствования на рынках США и Европы для крупнейших российских государственных компаний[21]
- персональные санкции, подразумевающие заморозку активов, против сыновей: секретаря Совета безопасности России Николая Патрушева, специального представителя президента Российской Федерации по вопросам природоохранной деятельности, экологии и транспорта Сергея Иванова, главы организации «Роснефть» Игоря Сечина, а также против топ-менеджеров ВТБ и Сбербанка[21][23][24].
- персональные санкции, подразумевающие заморозку активов, против президента Путина, министра иностранных дел Лаврова, министра обороны Шойгу, главы Генштаба Валерия Герасимова[25].

Также США были введены санкции в отношении 24 белорусских физических и юридических лиц.
ЕС ввёл санкции, затрагивающие финансовый, энергетический, транспортный, технологический сектора, а также визовую политику:
- персональные санкции против президента Путина, министра иностранных дел Сергея Лаврова, премьер-министра Михаила Мишустина и министра обороны Шойгу, заместителя председателя Совбеза Дмитрия Медведева, спецпредставителя президента Сергея Иванова, главы МВД Владимира Колокольцева, депутатов Госдумы и белорусских официальных лиц (всего 98 чел.), предусматривающие заморозку активов[28].
- санкции против министерства обороны, службы внешней разведки, администрации президента — попадание в «оборонный список» — запрет на поставки товаров и технологии, а также оказание финансовой помощи[28][29]
- в чёрный список ЕС, подразумевающий запрет для европейских институтов на предоставление им инвестиций, оказание помощи в проведении операций с ценными бумагами или иными инструментами финансового рынка, а также заключение сделок, попали: «Алмаз-Антей», «Камаз», коммерческий порт Новороссийск, «Ростех», РЖД, «Севмаш», Совкомфлот и ОСК[27][28]
- в «оборонный список» ЕС, подразумевающий запрет на поставки товаров и технологии, а также оказание финансовой помощи, также попали компании: Уралвагонзавод", концерн «Калашников», «Алмаз-Антей», авиастроительные и судостроительные корпорации, включая «МиГ», «Вертолёты России», «Сухой», «Туполев», ОСК, а компании космического сектора, включая ракетно-космический центр «Прогресс» и др.[27][28]
- санкции против четырёх российских банков — Альфа-банк, «Открытие», банка «Россия» и Промсвязьбанка. В отношении указанных банков запрещается совершать сделки, в том числе покупку и продажу, а также инвестирование, операции с ценными бумагами, выпущенными после 12 апреля 2022 года[27][28]
- запрет банкам принимать депозиты от россиян и российских компаний величиной свыше 100 тыс. €, продавать клиентам из России ценные бумаги, номинированные в евро, оказывать услуги по продаже ценных бумаг, выпущенных после 12 апреля 2022 года, а также проводить листинг акций любых российских госкомпаний (с долей государства свыше 50 %) на европейских биржах[27][28][30].
- запрет на продажу самолётов, запасных частей и оборудования российским авиакомпаниям; поставки самолётов из ЕС будут продолжаться только до 28 марта 2022 года по контрактам, заключённым до 26 февраля. Также под запрет попадают их страхования и техобслуживания[27][28]
- запрещается продажа, поставка, передача, экспорт в Россию товаров и технологий, предназначенных для использования в авиации или космической индустрии[28]
- полный запрет лизинга самолётов, вертолётов и другой авиатехники в РФ, а также их страхования и техобслуживания[27][28][31]
- запрет поставок товаров и технологий двойного назначения, введение ограничений на экспорт высокотехнологичных товаров и технологий их производства[27][28];
- запрет на поставки товаров, оборудования и технологий для нефтепереработки[27][28]
- изменена визовая политика для некоторых групп россиян[28]

Датская автономная провинция Гренландия заявила о присоединении к санкциям ЕС.
Канада ввела санкции против 62 компаний и физических лиц, а также членов их семей. В их числе члены Совета безопасности, включая президента Путина, министра иностранных дел Сергея Лаврова, министра обороны Сергея Шойгу и министра финансов Антона Силуанова. Ограничения вводятся против крупнейших российских банков.
Канада также приостановила действие всех экспортных лицензий для России.
Япония запретила выдачу виз некоторым гражданам России и заморозила активы частных лиц и организаций. Также под санкции попадают товары, которые могут использоваться в военных целях.
Швейцария присоединилась к санкциям ЕС, введённым после признания ДНР и ЛНР.
Новая Зеландия ввела запрет на поездки для российских официальных лиц и других ключевых лиц, ввела целенаправленные запреты на экспорт и приостановила дипломатические контакты с Москвой на высшем уровне. Кроме того, руководством государства было решено в ускоренном порядке принять законопроект, который позволит усилить данные санкции: «Мы принимаем новые меры по борьбе с российскими инвестициями, в том числе меры по борьбе с финансовыми учреждениями в Новой Зеландии, включая отдельное, но ориентированное на Россию, конкретное законодательство».
Украина отозвала банковскую лицензию и ликвидировала Международный резервный банк, являвшийся дочерней компанией «Сбербанка России», и «Проминвестбанк», являвшийся дочерней компанией ВЭБ.РФ.
Частично признанная Китайская Республика (Тайвань) объявила о присоединении к международным санкциям против России в соответствии с Вассенаарскими соглашениями.
Комитет министров Совета Европы принял решение о приостановке членства Российской Федерации в организации.